# Cis hebridarum
Cis hebridarum es una especie de coleóptero de la familia Ciidae.

## Distribución geográfica
Habita en Nuevas Hébridas, Eromanga y Fiyi.